# カミーユ・ド・ロレーヌ
ルイ・カミーユ・ド・ロレーヌ（Louis Camille de Lorraine, prince de Marsan, 1725年12月18日 - 1780年4月12日）は、ブルボン朝時代フランスの大貴族家門ギーズ家の一員。称号はマルサン伯だったがマルサン公と称した。宮廷では「プランス・カミーユ（le prince Camille）」の呼び名で通っていた。

## 生涯
ポン公シャルル＝ルイと陸軍元帥アントワーヌ・ガストン・ド・ロクロール公爵の娘エリザベートの間の末子。母方祖父から相続した所領ピュイギレムに因むピュイギレム公の爵位を称することなく、1755年に父からマルサン伯領を継いだ後もマルサン伯を名乗らず、プランス・カミーユで通した。1756年聖霊勲章を受けた。1758年6月6日陸軍中将となる。1770年プロヴァンス州知事となる。
1778年、聖ビンセンシオ・ア・パウロの愛徳姉妹会が管理していたパリのオテル・ド・ジャンヴリーを購入したが、翌1779年にはトゥール大司教ボワジュラン猊下の姉妹に売却した。まもなくこの邸宅はボワジュラン猊下本人の所有に帰し、邸宅もオテル・ド・ボワジュランと称されるようになった。
1759年、ニヴェルネー公爵の娘エレーヌ＝ジュリー＝ロザリー・マンシーニ＝マザリーニ（1740年 - 1780年）と結婚。妻はジゾール伯ルイ＝マリー・フーケ・ド・ベル＝イルの未亡人で、首席大臣モールパ伯爵の姪だった。夫婦の間に子は無かった。1780年、義兄ブイヨン公爵の邸宅オテル・ド・ブイヨンに滞在中に死去した。